# بی.سی. ریچ
بی.سی. ریچ (انگلیسی: B.C. Rich) شرکت تجهیزات موسیقی آمریکایی است، که در سال ۱۹۶۹ تأسیس شد.